# العلاقات الكونغوية النرويجية
العلاقات النرويجية الكونغولية هي العلاقات الثنائية التي تجمع بين النرويج وجمهورية الكونغو.

## مقارنة بين البلدين
هذه مقارنة عامة ومرجعية للدولتين:
| وجه المقارنة                                              | النرويج                                                   | [[تصنيف:صفحات تستخدم رمز علم غير موجود\|]] جمهورية الكونغو |
| --------------------------------------------------------- | --------------------------------------------------------- | ---------------------------------------------------------- |
| المساحة (كم2)                                             | 385.21 ألف                                                | 342.00 ألف                                                 |
| عدد السكان (نسمة)                                         | 5.33 مليون                                                | 5.26 مليون                                                 |
| الكثافة السكانية (ن./كم²)                                 | 13.84                                                     | 15.38                                                      |
| العاصمة                                                   | أوسلو                                                     | برازافيل                                                   |
| اللغة الرسمية                                             | بوكمول، لغات السامي، نينوشك، اللغة النرويجية              | لغة فرنسية                                                 |
| العملة                                                    | كرونة نروجية                                              | فرنك وسط أفريقي                                            |
| الناتج المحلي الإجمالي (بليون دولار)                      | 398.83 مليار                                              | 8.72 مليار                                                 |
| الناتج المحلي الإجمالي (تعادل القوة الشرائية) بليون دولار | 322.23 مليار                                              | 29.48 مليار                                                |
| الناتج المحلي الإجمالي الاسمي للفرد دولار أمريكي          | 74.40 ألف                                                 | 1.85 ألف                                                   |
| الناتج المحلي الإجمالي للفرد دولار أمريكي                 | 65.61 ألف                                                 |                                                            |
| مؤشر التنمية البشرية                                      | 0.944                                                     | 0.591                                                      |
| رمز المكالمات الدولي                                      | +47                                                       | +242                                                       |
| رمز الإنترنت                                              | .no                                                       | .cg                                                        |
| المنطقة الزمنية                                           | ت ع م+01:00، ت ع م+02:00، توقيت وسط أوروبا، أوروبا/أوسلو ‏ | ت ع م+01:00                                                |

## منظمات دولية مشتركة
يشترك البلدان في عضوية مجموعة من المنظمات الدولية، منها:
| علم المنظمة | اسم المنظمة                               | تاريخ انضمام النرويج | تاريخ انضمام جمهورية الكونغو |
| ----------- | ----------------------------------------- | -------------------- | ---------------------------- |
|             | البنك الدولي للإنشاء والتعمير             | 27 ديسمبر 1945       | 10 يوليو 1963                |
|             | يونسكو                                    | 4 نوفمبر 1946        | 24 أكتوبر 1960               |
|             | منظمة التجارة العالمية                    | 1995                 | ?                            |
|             | وكالة ضمان الاستثمار متعدد الأطراف        | 9 أغسطس 1989         | 16 أكتوبر 1991               |
|             | البنك الإفريقي للتنمية                    | 1963                 | ?                            |
|             | منظمة الشرطة الجنائية الدولية             | ?                    | ?                            |
|             | مؤسسة التمويل الدولية                     | 20 يوليو 1956        | 1 أكتوبر 1980                |
|             | الأمم المتحدة                             | 27 نوفمبر 1945       | 20 سبتمبر 1960               |
|             | مؤسسة التنمية الدولية                     | 24 سبتمبر 1960       | 8 نوفمبر 1963                |
|             | الفريق المعني برصد الأرض                  | ?                    | ?                            |
|             | منظمة حظر الأسلحة الكيميائية              | ?                    | ?                            |
|             | المركز الدولي لتسوية المنازعات الاستشارية | 15 سبتمبر 1967       | 14 أكتوبر 1966               |

## وصلات خارجية
- موقع وزارة الخارجية النرويجية